# Dyrithium lividum
Dyrithium lividum är en svampart som först beskrevs av Elias Fries, och fick sitt nu gällande namn av M.E. Barr 1994. Enligt Catalogue of Life ingår Dyrithium lividum i släktet Dyrithium, divisionen sporsäcksvampar och riket svampar, men enligt Dyntaxa är tillhörigheten istället släktet Dyrithium, familjen Amphisphaeriaceae, ordningen kolkärnsvampar, klassen Sordariomycetes, divisionen sporsäcksvampar och riket svampar. Arten är reproducerande i Sverige. Inga underarter finns listade i Catalogue of Life.